# Bromölla (commune)
Pour l’article homonyme, voir Bromölla.
La commune de Bromölla est une commune suédoise du comté de Skåne. 12 400 personnes y vivent. Son chef-lieu se situe à Bromölla.

## Localités principales
- Bromölla
- Gualöv
- Nymölla
- Näsum
- Valje

## Autres localités
- Drögsperyd
- Edenryd
- Grödby
- Håkanryd
- Råby
- Västanå

## Paroisses
- Gualöv
- Ivetofta
- Näsum